# Copelatus racenisi
Copelatus racenisi är en skalbaggsart som beskrevs av Guignot 1951. Copelatus racenisi ingår i släktet Copelatus och familjen dykare. Inga underarter finns listade i Catalogue of Life.